# Biblija kralja Jakova
Biblija kralja Jakova (engl. King James Version, skr. KJV) je engleski prijevod Biblije iz 1611., ujedno i najpoznatiji prijevod na engleskome jeziku. U 20. stoljeću objavljena je Nova Biblija kralja Jakova (New King James Version). 
Biblija kralja Jakova je prijevod Biblije koji je još uvijek najprodavaniji u engleskom govornom području. Prijevod koristi osnovne spise (Textus Receptus).
Naziv prijevoda dolazi od engleskog kralja Jakova I. (James I. na engleskom) koji je autorizirao novi službeni prijevod Biblije.